# Phanocelia canadensis
Phanocelia canadensis är en nattsländeart som först beskrevs av Banks 1924.  Phanocelia canadensis ingår i släktet Phanocelia och familjen husmasknattsländor. Inga underarter finns listade i Catalogue of Life.